# 泽仁桑珠
泽仁桑珠（藏語：ཚེ་རིང་བསམ་གྲུབ་，威利转写：tshe ring bsam grub，1940年9月—2015年3月22日）， 曾用名蔡桑珠，藏族，籍贯西藏贡觉县，中华人民共和国政治人物。
1965年7月，担任芒康县副县长。1974年，任昌都地委副书记、地区行署副专员。1979年，升任昌都地委书记。1984年，任西藏自治区农牧厅厅长。1986年，任西藏自治区农牧林业委员会主任。1989年，任西藏自治区人民政府秘书长。1992年，升任副主席。1998年，改任自治区人大常委会副主任。2015年3月22日在成都逝世。